# ヘーゼル・トゥビック
ヘーゼル・トゥビック（Hazel Tubic、1990年12月31日 - ）は、ニュージーランドの女子ラグビー選手。

## プロフィール
- ニュージーランド・オークランド出身[1]。
- ポジションはスタンドオフ(SO)、フルバック(FB)。
- 身長 165cm、体重 70kg
- 女子ニュージーランド代表キャップは16（2022年11月現在）。
- 女子ラグビーワールドカップ2017の女子ニュージーランド代表に選ばれたことがある[2]。
- 7人制女子ニュージーランド代表に選ばれたことがある[3]。

## 略歴
オークランド、カウンティーズ・マヌカウを経て、2017年、ながとブルーエンジェルスに加入。
2022年、ラグビーワールドカップ2021の女子ニュージーランド代表に選ばれて、ブラックファーンズ2大会連続優勝に貢献。